# Wasilij Wiednikow
Wasilij Spiridonowicz Wiednikow (ros. Василий Спиридонович Ведников, ukr. Васи́ль Спиридо́нович Ве́дніков, ur. 23 grudnia 1918 w Łebedynie, zm. 24 września 1987 w Mikołajowie) – radziecki działacz partyjny i państwowy.

## Życiorys
W 1940 ukończył Charkowski Instytut Zootechniczny, w latach 1940–1947 służył w Armii Czerwonej/Armii Radzieckiej, od 1946 należał do WKP(b), 1947–1954 był działaczem gospodarczym, radzieckim i partyjnym w obwodzie izmailskim. W latach 1954–1955 był inspektorem KC KPU, potem zastępcą ministra gospodarki rolnej Ukraińskiej SRR, 1957–1961 szefem Głównego Zarządu Hodowli Ministerstwa Gospodarki Rolnej Ukraińskiej SRR, a od 1961 do stycznia 1963 przewodniczącym Komitetu Wykonawczego Mikołajowskiej Rady Obwodowej. Od 30 września 1961 do 15 marca 1966 był zastępcą członka KC KPU, od stycznia 1963 do grudnia 1964 przewodniczącym Komitetu Wykonawczego Mikołajowskiej Wiejskiej Rady Obwodowej, od grudnia 1964 do 1965 przewodniczącym Komitetu Wykonawczego Mikołajowskiej Rady Obwodowej, w latach 1965–1971 sekretarzem, a 1971–1975 II sekretarzem Komitetu Obwodowego KPU w Mikołajowie, 1975–1978 zastępcą przewodniczącego Komitetu Wykonawczego Mikołajowskiej Rady Obwodowej.